# Spiral: From the Book of Saw
Spiral: From the Book of Saw (in sommige landen uitgebracht onder de titel: Spiral: From the Legacy of Saw) is een Amerikaanse horrorfilm uit 2021, geregisseerd door Darren Lynn Bousman. De film is een spin-off van de Saw-filmreeks. De hoofdrollen worden vertolkt door Chris Rock, Max Minghella, Samuel L. Jackson en Marisol Nichols en volgt de inspanningen van de politie om een Jigsaw-copycat-moordenaar te stoppen.
De oorspronkelijke makers van de serie, James Wan en Leigh Whannell dienen naast Rock als uitvoerend producenten.

## Verhaal
Tijdens de parade op 4 juli jaagt een politieagent een dief door een rioolbuis. Boswick wordt van achteren aangevallen door een figuur met een varkensmasker en wordt wakker en merkt dat hij aan zijn tong wordt opgehangen in een metrotunnel en krijgt een keuze via een opgenomen bericht, zijn tong uittrekken en overleven of blijven tot de volgende trein arriveert die hem zal doden. Boswick kan niet op tijd uit de val komen, wordt overreden door een trein en sterft. De volgende dag benoemt politiechef Angie Garza rechercheur Ezekiel "Zeke" Banks tot een nieuwe partner, de idealistische groentje William Schenk. Banks en Schenk onderzoeken de dood van Boswick en Banks realiseert zich dat deze het werk lijkt van de inmiddels overleden Jigsaw-moordenaar.
Ondertussen is een rechercheur moordzaken genaamd Fitch, die een noodoproep van Banks enkele jaren geleden negeerde en hem bijna vermoord had, ontvoerd en opgesloten, hij moet zijn vingers afsnijden om een elektrische schok te voorkomen. Hij kan er ook niet uit en sterft. Sommige agenten beginnen te vermoeden dat Banks mogelijk verantwoordelijk is vanwege zijn verhaal met Fitch. Op het station arriveert dan een doos met daarin een varkenspop en een stukje getatoeëerde huid van Schenk. Een klein flesje in een doos leidt de politie naar de slagerij, die ooit een hobbywinkel was, waar Banks en zijn vader, de gepensioneerde chef-kok Marcus Banks, langskwamen. Bij aankomst vindt het team een bandrecorder en een huidloos lijk geïdentificeerd als Schenk. Marcus besluit de moordenaar zelf op te sporen en gaat naar het pakhuis, waar hij wordt ontvoerd. Kort daarna wordt Garza ook ontvoerd en opgesloten in de koelkast, waar ze haar ruggenmerg moet doorsnijden met een mes om te voorkomen dat hete was uit de pijp op haar gezicht stroomt; Ze slaagt erin om met succes haar ruggengraat door te snijden, maar ze sterft aan haar verwondingen en haar lichaam wordt gevonden door Banks.
Banks achtervolgt hem en wordt gevangengenomen in een pakhuis, geboeid aan een pijp met een ijzerzaag in de buurt. Hij overweegt zijn arm af te zagen, maar vindt op tijd een haarspeldbocht en rent weg. Hij ontdekt dan Pete, zijn voormalige partner, die werd ontslagen toen Banks de moord die hij had gepleegd oploste, geketend. Voor hem staat een grote glas breekmachine die is aangepast om er met hoge snelheid granaatscherven naar toe te werpen, een stem op de band legt uit dat Banks hem kan bevrijden of voor dood kan achterlaten. Terwijl Banks Pete probeert te redden, sterft hij aan bloedverlies. Als hij naar een andere kamer gaat, vindt Banks Schenck die wordt geopenbaard zijn eigen dood te hebben vervalst met behulp van het lijk van een dief die Boswick in de tunnels lokte. Het was Schenck die al die tijd de navolger was. Hij legt uit dat de man die Pete vermoordde de vader van Schenck was, die werd neergeschoten omdat hij ermee instemde te getuigen tegen een corrupte agent. Hij onthult ook dat Marcus tijdens zijn ambtstermijn als chef opzettelijk corrupte officieren (waaronder Garza) verdedigde om de straten van de misdaad effectiever te "zuiveren".
In de overtuiging dat Banks een bondgenoot zou kunnen zijn, legt Schenck hem een laatste test voor, waaruit blijkt dat Marcus in de lucht wordt gehouden en langzaam doodbloedt. Schenck belt 911 en beweert een burger te zijn die wordt achtervolgd door een schutter, waardoor de coördinator een SWAT-team naar de locatie stuurt. Hij geeft Banks een revolver met één kogel en biedt hem de keuze: ofwel de laatste kogel gebruiken om het doelwit te schieten, wat Marcus zal redden maar Schenck laat ontsnappen of Schenck doden en zijn vader laten doodbloeden. Banks besluit het doelwit te schieten om Marcus te redden door hem te dwingen zijn banden los te maken en hem op de grond te laten zakken, en begint dan Schenck te bevechten. Kort daarna arriveert een SWAT-team dat per ongeluk een rekoefening veroorzaakt, waardoor Marcus' banden hem weer overeind trekken. Er wordt ontdekt dat een pistool aan zijn hand is bevestigd en wanneer de riemen hem omhoog trekken, denkt het SWAT-team dat hij de schutter is en doodt hem. Banks schreeuwt van de pijn en Schenck rent weg.

## Rolverdeling
| Acteur             | Personage                      |
| ------------------ | ------------------------------ |
| Chris Rock         | Detective Ezekiel "Zeke" Banks |
| Max Minghella      | Detective William Schenk       |
| Samuel L. Jackson  | Marcus Banks                   |
| Marisol Nichols    | Captain Angie Garza            |
| Dan Petronijevic   | Detective Marv 'Boz' Boswick   |
| Richard Zeppieri   | Detective Fitch                |
| Patrick McManus    | Peter Dunleavy                 |
| Ali Johnson        | Officer Jeannie Lewis          |
| Zoie Palmer        | Kara Boswick                   |
| Dylan Roberts      | Sergeant Morgey                |
| K.C. Collins       | Detective Drury                |
| Edie Inksetter     | Detective Kraus                |
| Nazneen Contractor | Coroner Chada                  |
| Chris Ramsay       |                                |

## Release
De oorspronkelijk release van de film stond gepland in mei 2020, maar werd vanwege de COVID-19-pandemie verplaatst naar oktober 2020 en uiteindelijk naar mei 2021. De film ging in première op 12 mei 2021 in Zuid-Korea en werd op 14 mei 2021 uitgebracht in de Verenigde Staten.

## Ontvangst
De film werd redelijk tot matig ontvangen door het publiek. Op Rotten Tomatoes heeft Spiral: From the Book of Saw een score van 37% op basis van 218 beoordelingen. Metacritic komt op een score van 40/100, gebaseerd op 33 beoordelingen.